# Trận Bull Run thứ nhất
Trận Bull Run thứ nhất, hay còn được phe Liên minh miền Nam gọi là Trận Manassas thứ nhất, là trận đánh lớn trên bộ đầu tiên của cuộc Nội chiến Hoa Kỳ, diễn ra ngày 21 tháng 7 năm 1861 tại quận Prince William, Virginia gần thành phố Manassas, Virginia.
Chỉ vài tháng sau khi chiến tranh bùng nổ tại đồn Sumter, công chúng miền Bắc đã hô hào một cuộc tiến công vào thủ đô Richmond của Liên minh miền Nam, nhằm sớm kết thúc chiến tranh. Trước sức ép chính trị này, đội quân miền Bắc chưa quen chiến trận của chuẩn tướng Irvin McDowell đã kéo qua sông Bull Run và đụng phải đội quân cũng chưa quen chiến trận của miền Nam do chuẩn tướng P.G.T. Beauregard chỉ huy ở gần ga đầu mối Manassas. Kế hoạch đầy tham vọng của McDowell nhằm tấn công bất ngờ vào cánh trái quân miền Nam đã không được tiến hành suôn sẻ do các sĩ quan và binh lính của ông ta đều thiếu kinh nghiệm chiến đấu, nhưng bản thân quân miền Nam, vốn cũng đã lên kế hoạch tiến đánh sườn trái quân miền Bắc, đã bị mất lợi thế ban đầu. Một lữ đoàn người Virginia của miền Nam dưới quyền chỉ huy của viên đại tá còn tương đối vô danh đến từ Học viện Quân sự Virginia, Thomas J. Jackson, đã kiên cường giữ vững trận địa của mình và Jackson nhận được biệt hiệu nổi tiếng "Stonewall" (bức tường đá).
Sau một vài thắng lợi của miền Bắc, quân tiếp viện miền Nam từ thung lũng Shenandoah do chuẩn tướng Joseph E. Johnston chỉ huy đã tới kịp bằng xe lửa và tình thế trận đánh bắt đầu đảo ngược. Quân miền Nam mở một cuộc phản công mãnh liệt, và khi bắt đầu bị đẩy lùi trước áp lực thì nhiều lính miền Bắc đâm ra hoảng loạn và biến cuộc rút lui thành một cuộc tháo chạy tan tác, theo hướng Washington, D.C.
Sau trận này, cả hai bên đều được thức tỉnh bởi sự ác liệt và thương vong của trận đánh, họ đã nhận ra rằng cuộc chiến có thể sẽ lâu dài và đẫm máu hơn hẳn những mong đợi lúc đầu của mình (tỷ như miền Bắc không còn coi cuộc chiến chỉ là một "hành động" của cảnh sát nữa). Thất bại toàn diện này được xem là thảm kịch đầu tiên của phe miền Bắc trong cuộc chiến, thể hiện khả năng phòng vệ của quân đội miền Nam